# Индексичност
Индексичност у семиотици, лингвистици, антропологији и филозофији језика, представља феномен знака који указује на (или индексира) неки елемент у контексту у којем се јавља. Знак који означава индексно назива се индекс.
Савремени концепт потиче из семиотичке теорије Чарлса Сандерса Пирса, у којој је индексичност један од три основна модалитета знака помоћу којих се знак односи на свог референта (други су иконичност и симболизам). Пирсов концепт је усвојен и проширен од стране неколико академских традиција двадесетог века, укључујући ону лингвистичке прагматике, лингвистичку антропологију, и англо-америчку филозофију језика.
Речи и изрази у језику често неки део свог референцијалног значења изводе из индексичности. На пример, ја се индексно односи на ентитет који говори; сада се индексно односи на временски оквир укључујући тренутак у коме је реч изговорена; и овде се индексно односи на локацијски оквир укључујући место где је реч изговорена. Језички изрази који се индексно односе познати су као деиктици, који на тај начин чине посебну подкласу индексних знакова, иако постоје одређене терминолошке варијације међу научним традицијама.
Језички знаци могу такође да извуку нереференцијално значење из индексичности, на пример када карактеристике регистра говорника индексно сигнализирају њихову друштвену класу. Нејезички знаци такође могу показивати индексичност: на пример, кажипрст који показује може да индексира (без упућивања на) неки објекат у правцу линије коју имплицира оријентација прста, а дим може да означи присуство ватре.
У лингвистици и филозофији језика, проучавање индексичности тежи да се посебно фокусира на деиксис, док се у семиотици и антропологији једнака пажња поклања нереференцијалној индексичности, укључујући и нелингвистичку индексичност.

## У лингвистичкој прагматици
У дисциплинарној лингвистици индексичност се проучава у поддисциплини прагматике. Конкретно, прагматика тежи да се фокусира на деиктику – речи и изразе језика који неки део свог референцијалног значења изводе из индексичности – пошто се они сматрају „јединим најочигледнијим начином на који се однос између језика и контекста одражава у структуре самих језика“ Заиста, у лингвистици се појмови деиксис и индексичност често третирају као синоними, једина разлика је у томе што је први чешћи у лингвистици, а други у филозофији језика. Ова употреба је у супротности са употребом лингвистичке антропологије, која разликује деиксис као посебну подкласу индексичности.

## У лингвистичкој антропологији
Концепт индексичности је у литературу лингвистичке антропологије увео Мајкл Силверштајн у темељном раду из 1976. године, „Промени, лингвистичке категорије и културни опис“. Силверстеин се ослања на „традицију која се протеже од Пирса до Јакобсона“ мишљења о феноменима знакова да би предложио свеобухватан теоријски оквир у којем би се разумео однос између језика и културе, предмета проучавања модерне социокултурне антропологије. Овај оквир, иако се у великој мери ослања на традицију структуралне лингвистике коју је основао Фердинанд де Сосир, одбацује друге теоријске приступе познате као структурализам, који су покушали да пројектују сосировски метод лингвистичке анализе на друге области културе, као што су сродство и брак, књижевност, музику, филм и др. Силверстеин тврди да је „[тај] аспект језика који је традиционално анализиран од стране лингвистике и који је служио као модел“ за ове друге структурализме, „само део који је функционално јединствен међу феноменима културе“. Индексичност, а не сосирову граматику, треба посматрати као семиотички феномен који језик има заједничко са остатком културе.
Силверстеин тврди да је Сосирова традиција лингвистичке анализе, која укључује традицију структуралне лингвистике у Сједињеним Државама коју је основао Леонард Блумфилд и која укључује рад Ноама Чомског и савремену генеративну граматику, ограничена на идентификацију „доприноса елемената исказа у референцијалну или денотативну вредност целине“, односно допринос неке речи, израза или другог језичког елемента функцији формирања „пропозиција — предикација које описују стање ствари“. Ово проучавање референце и предикације даје разумевање једног аспекта значења исказа, њиховог семантичког значења, а поддисциплина лингвистике посвећена проучавању ове врсте лингвистичког значења је семантика.
Концепт индексичности је у великој мери разрађен у литератури лингвистичке антропологије од када га је увео Силверстеин, али је сам Силверстеин усвојио термин из теорије знаковних феномена, или семиотике, Чарлса Сандерса Пирса. Као импликацију своје опште метафизичке теорије о три универзалне категорије, Пирс је предложио модел знака као тријадног односа: знак је „нешто што некоме представља нешто у неком погледу или својству“. 
Индекс: знак у којем „појава знака возила носи везу схваћене просторно-временске повезаности са појавом сигнализираног ентитета. То јест, присуство неког ентитета се перципира као сигнализирано у контексту комуникације која укључује знак возила.“: 27
Симбол: резидуална класа, знак који није повезан са својим објектом на основу тога што има неку квалитативну сличност са њим, нити због тога што се са њим појављује у неком контекстуалном оквиру. Они „формирају класу 'произвољних' знакова о којима се традиционално говори као о основној врсти лингвистичког ентитета. Возило знака и сигнализирани ентитет повезани су везом семантико-референцијалног значења"  што им омогућава да се користе за односе се на било ког члана целе класе или категорије ентитета.

## Нереференцијална индексичност
Нереферентни индекси или „чисти“ индекси не доприносе семантико-референцијалној вредности говорног догађаја, али „сигнализирају неку посебну вредност једне или више контекстуалних варијабли“. Нереференцијални индекси кодирају одређене метапрагматичне елементе говора. контекст догађаја кроз лингвистичке варијације. Степен варијације у нереференцијалним индексима је значајан и служи да се говорном догађају, повремено, унесе више нивоа прагматичног „значења“. Од посебног значаја су: индекси пола/рода, индекси поштовања (укључујући афинални табу индекс), индексе утицаја, као и феномене фонолошке хиперкорекције и индексичности друштвеног идентитета.
Примери нереференцијалних облика индексичности укључују пол/род, афект, поштовање, друштвену класу и индексе друштвеног идентитета. Многи научници, посебно Силверстеин, тврде да појаве нереференцијалне индексичности подразумевају не само варијабилност говорног догађаја зависну од контекста, већ и све суптилније облике индексног значења (први, други и виши редови). ]

## Индекси пола/пола
Један уобичајени систем нереференцијалне индексичности је индекс пол/род. Ови индекси индексирају пол или „женски/мушки“ друштвени статус саговорника. Постоји мноштво језичких варијанти које делују на индексирање пола и рода, као што су:
партикуле завршне речи или завршне реченице: многи језици користе суфиксацију завршних честица речи за индексирање пола говорника. Ове честице варирају од фонолошких алтерација као што је она коју је истражио Вилијам Лабов у свом раду о запошљавању поствоцалића /р/ у речима које немају реч коначног „р“ (за коју се, између осталог, тврди да индексира „женски“ друштвени пол статус на основу статистичке чињенице да жене имају тенденцију да хиперкоригују свој говор чешће од мушкараца); суфиксација појединачних фонема, као што је /-с/ у мускогеанским језицима на југоистоку Сједињених Држава,
Многи случајеви пол/родних индекса укључују више нивоа индексности (који се такође назива индексни ред). У ствари, неки, као што је префикс-афиксација о- на јапанском, показују сложене индексне облике вишег реда. У овом примеру, први ред индексира љубазност, а други ред припадност одређеној родној класи. Тврди се да постоји још виши ниво индексног поретка о чему сведочи чињеница да многи послови користе префикс о- да би привукли кандидаткиње. 

## Индекси утицаја
Афективно значење се посматра као „кодирање, или индексирање емоција говорника у говорне догађаје.“ Саговорник догађаја „декодира“ ове вербалне поруке афекта дајући „предност интенционалности“; тј. под претпоставком да афективни облик намерно индексира емоционално значење.
Неки примери афективних облика су: деминутиви; идеофони и ономатопеје; псовке, узвици, узбуне, псовке, увреде и псовке (за које се каже да су „драматизације радњи или стања“); промена интонације (уобичајена у језицима тона као што је јапански); термини за адресу, термини сродства и заменице које често показују јасне афективне димензије (у распону од сложених система адресних облика који се налазе у језицима као што је јавански до инверзија вокативних сродних термина пронађених у руралној Италији); лексичке процесе као што су синекдоха и метонимија; укључени у ефекат манипулације значењем; одређене категорије значења попут евидентности; редупликација, квантификатори и компаративне структуре; као и флективна морфологија.
Афективни облици су средства помоћу којих говорник индексира емоционална стања кроз различите језичке механизме. Ови индекси постају важни када се примењују на друге облике нереферентне индексичности, као што су индекси пола и индекси друштвеног идентитета, због урођене везе између индексности првог реда и каснијих индексних облика другог реда.